# شتيب
شتيب (بالمقدونية: Штип) مدينة تقع في القسم الشرقي من جمهورية مقدونيا. يبلغ عدد سكان المدينة 47 ألف و 796 نسمة.

## ديموغرافيا
وفقا للتعداد السكاني لسنة 2002، ينقسم سكان بلدية شتيب حسب العرقيات التالية:
| بلدية شتيب | المجموع | مقدونيون | أتراك | رومانيون | فلاخيون | صرب  | ألبان | بوشناق | آخرون |
| ---------- | ------- | -------- | ----- | -------- | ------- | ---- | ----- | ------ | ----- |
| المجموع    | 47796   | 41670    | 1272  | 2195     | 2074    | 294  | 12    | 11     | 265   |
| النساء     | 23876   | 20935    | 612   | 1039     | 981     | 153  | 4     | 6      | 146   |
| الرجال     | 23920   | 20735    | 660   | 1156     | 1093    | 144  | 8     | 5      | 119   |
| R.M. (%)   | 2.36    | 3.21     | 1.63  | 4.07     | 21.39   | 0.83 | 0     | 0.06   | 1.26  |

## أشخاص بارزون من المدينة
- كيرو غليغوروف، رئيس مقدونيا سابقا.
- دراغوسلاف سيكولاراك، لاعب كرة قدم سابق.

## المدينة التوأم
- سبليت، كرواتيا[2]
- بالق أسير، تركيا[3]

## وصلات خارجية
- الموقع الرسمي لمدينة شتيب

## مقالات متعلقة
- أكتيفا.